# Piero Dondi
Piero Dondi, a volte indicato come Pietro Dondi (Novara, 13 marzo 1915 – ...), è stato un calciatore italiano, di ruolo attaccante.

## Caratteristiche tecniche
Giocò nel ruolo di ala sinistra.

## Carriera
In gioventù militò nella Cartiera Italiana di Serravalle Sesia, fino al 1934.
Giocò in Serie A con il Novara.
Con la Pro Patria ha disputato 113 partite e realizzato 44 reti.

## Palmarès

### Club

#### Competizioni nazionali
- Serie C: 1

Pro Patria: 1940-1941